# 唐纳德·L·特朗普
唐纳德·林恩·“斯基普”·特朗普（英語：Donald Lynn "Skip" Trump，1945年7月31日—），是美國肿瘤学家。名字与第45、47任（现任）美國总统唐纳德·特朗普相似，但二人沒有任何關係。

## 早年生活
他的第一份学术工作是在费城海军医院。后来，他曾在约翰霍普金斯大学、杜克大学和匹兹堡大学任职。2002年，他加入罗斯威尔帕克综合癌症中心，担任副研究所所长兼临床研究高级副总裁。2007年，他成为该中心的总裁，直到2014年12月退休。罗斯威尔帕克董事会主席表示，“由于特朗普博士一直站在研究所‘转型过程’的最前沿，罗斯威尔帕克的临床收入及其独特的患者护理项目持续增长。此外，他还领导了多项重要举措，这些举措极有可能加强与当地和区域医疗保健合作伙伴的合作关系，从而不仅使罗斯威尔帕克的癌症患者受益，也使纽约州北部的癌症患者受益。”

## 与总统唐纳德·特朗普的关系
除了在肿瘤学领域的工作外，特朗普还因与唐纳德·J·特朗普同名而广为人知。他们没有血缘关系。他不同意唐纳德·J·特朗普的政治立场，认为这位政客的言论“充满敌意”，“在公开讨论中明显不合时宜”。他2016年大选中没有投票支持特朗普。这位肿瘤学家被称为“另一个唐纳德·特朗普”，几十年来，他一直在处理与这位年龄相差一岁的商人有关的混乱和混淆。随着特朗普的政治崛起，这位肿瘤学家开始越来越多地使用他的绰号“Skip”。唐纳德·L·特朗普 (Donald L. Trump) 在20世纪80年代通过信件联系了特朗普家族。2007年，医生特朗普的一名患者联系了这位商人特朗普，这位商人回复了一封信，但拒绝了向这位肿瘤学家领导的癌症中心捐款的建议。2010年，当唐纳德·J·特朗普 (Donald J. Trump) 要求将他朋友的儿子纳入临床试验时，唐纳德·特朗普夫妇通过电话进行了交谈。虽然已经无法增加新患者，但医生特朗普要求这位商人剃光头参加“秃头赚钱”活动。这位商人拒绝了，但随后通过唐纳德·J·特朗普基金会寄了 3 万美元。同年，商人特朗普在一段视频中说：“唐纳德·L·特朗普，也就是你，可能比唐纳德·J·特朗普，也就是我更重要。”

## 荣誉与奖项
特朗普曾获得梅代尔学院颁发的医学/商业终身成就奖 ，以及约翰霍普金斯大学校友会颁发的杰出校友奖。